# Walter Kennedy (poeta)
Walter Kennedy (1455 – 1508) è stato un poeta scozzese.

## Biografia
Fu parroco di Douglas e, dal 1504, di Glentig.
Di lui rimangono solo 5 composizioni, tra cui una notevole Passione di Cristo. Ebbe una disputa retorica con William Dunbar.